# Daniel Rutherford

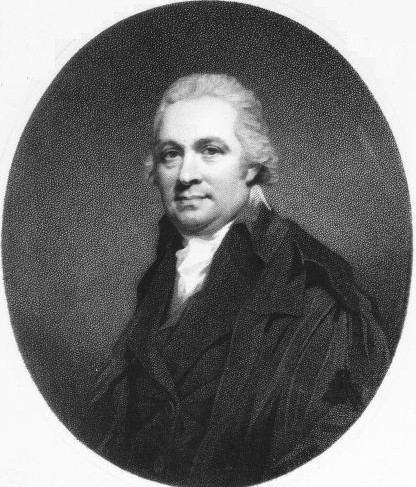
Daniel Rutherford, portret de Henry Raeburn

Daniel Rutherford (3 noiembrie 1749, Edinburgh - 15 noiembrie 1819, Edinburgh) a fost un chimist și fizician scoțian, profesor de botanică la Universitatea din Edinburgh. Este cunoscut pentru faptul că a descoperit azotul în 1772. El a reușit aceasta după ce a făcut o serie de experimente în care a utilizat și fosforul. De asemenea, a mai studiat și proprietățile dioxidului de carbon.
1. 1 2 3  Oxford Dictionary of National Biography
2. 1 2  Резерфорд Даниель, Marea Enciclopedie Sovietică (1969–1978)[*]
3. ↑  Daniel Rutherford, Autoritatea BnF
4. ↑   https://books.google.fr/books?id=c-uqBgAAQBAJ&lpg=PA279&dq=Daniel%20Rutherford%20november%201819&hl=fr&pg=PA279#v=onepage&q=Daniel%20Rutherford%20november%201819&f=false Lipsește sau este vid: |title= (ajutor)
5. ↑   https://books.google.fr/books?id=CalcAAAAcAAJ&dq=Daniel%20Rutherford%20november%201819&hl=fr&pg=PA163#v=onepage&q=Daniel%20Rutherford%20november%201819&f=false Lipsește sau este vid: |title= (ajutor)
6. ↑  Daniel Rutherford, Brockhaus Enzyklopädie
7. 1 2 3 4  Kindred Britain
8. ↑  The Peerage
9. ↑  IdRef, accesat în 22 mai 2020